# Oscar Stoumon
Oscar Stoumon o Stoumont (Lieja, 20 d'agost de 1835 – Brussel·les, 20 d'agost de 1900) fou un compositor i crític musical belga.
Abandonà la carrera d'advocat per a seguir la seva vocació musical i fou deixeble de Wanson, rebent també algunes lliçons de Meyerbeer durant les temporades que l'il·lustre mestre passava a Spa. Fou dues vegades director del Théâtre de la Monnaie de Brussel·les, i va compondre un gran nombre d'òperes còmiques i ballets. De les primeres destaquen Phaedé (1860); La ferme de Fredericksborg (1866); Les fumeurs d'opium (1869) o Les hannetons (1871). A més dels llibres d'aquestes obres, va escriure les comèdies La sonate pathétique; Un fil à la patte; Le ruban, i Une nuit d'hiver. També exercità la crítica musical en diversos diaris.